# Hvis lille pige er du?
Hvis lille pige er du? er en dansk film fra 1963 med manuskript og instruktion af Erik Balling.

## Handling
Den unge, smukke og dygtige sekretær Eva (Ghita Nørby) er træt af uanstændige tilbud fra mænd, der ønsker at have hende som deres legetøj. Eva vil derimod ikke ejes af nogen; hun vil være rig og uafhængig, og hun beslutter sig derfor for, at hun vil giftes med en meget rig mand og skilles så hurtigt så muligt, så hun kan få fingre i hans penge. Med hjælp fra hendes ven, en fotograf (Poul Hagen) bliver Eva engageret hos den stenrige, unge og meget dygtige, omend lidt kedelige og underkuede skibsreder Hans P. Larsen (Dirch Passer). Forholdet udvikler sig imidlertid ikke som Eva havde forventet, og hun ender med at forelske sig i Hans, hvis mor (Maria Garland) med hård hånd har styret sin søns liv.

## Medvirkende
- Ghita Nørby – Eva
- Dirch Passer – Hans
- Maria Garland – Hans' mor
- Johannes Meyer – Zimmermann
- Paul Hagen – Benny
- Judy Gringer – Susie
- Ingeborg Skov – Fru Thurøe
- Baard Owe – Johannes
- Carl Johan Hviid – Joachim
- Hans Kurt – Direktør Jansen
- Birgitte Federspiel – Fru Jansen

## Modtagelse
I Information blev filmen beskrevet således under overskriften "Nedslående": "Mennesker, der ikke er mennesker. Morsomheder, der ikke er morsomme. Dramatik, der ikke er dramatisk." Modsat er Tobias Lynge Herler fra Philm.dk i en langt senere anmeldelse mere positiv, skønt han finder selve historien forglemmelig: "(…) det er i skuespillet og dets fine nuancer, filmen har sine varige kvaliteter", og han roser Nørbys energi iblandet tvivl og Passers afdæmpede spil. Desuden fremhæves flere af birollerne positivt.